# Lycée Impératrice-Frédéric
Pour les articles homonymes, voir KFG.
Le lycée Impératrice-Frédéric (en allemand : Kaiserin-Friedrich-Gymnasium ; souvent abrégé KFG) est l’un des deux lycées de Bad Homburg vor der Höhe dans la Hesse en Allemagne, le second étant la Humboldtschule. Le Kaiserin-Friedrich-Gymnasium est l’école de patronage de l’Université Johann Wolfgang Goethe de Francfort-sur-le-Main.

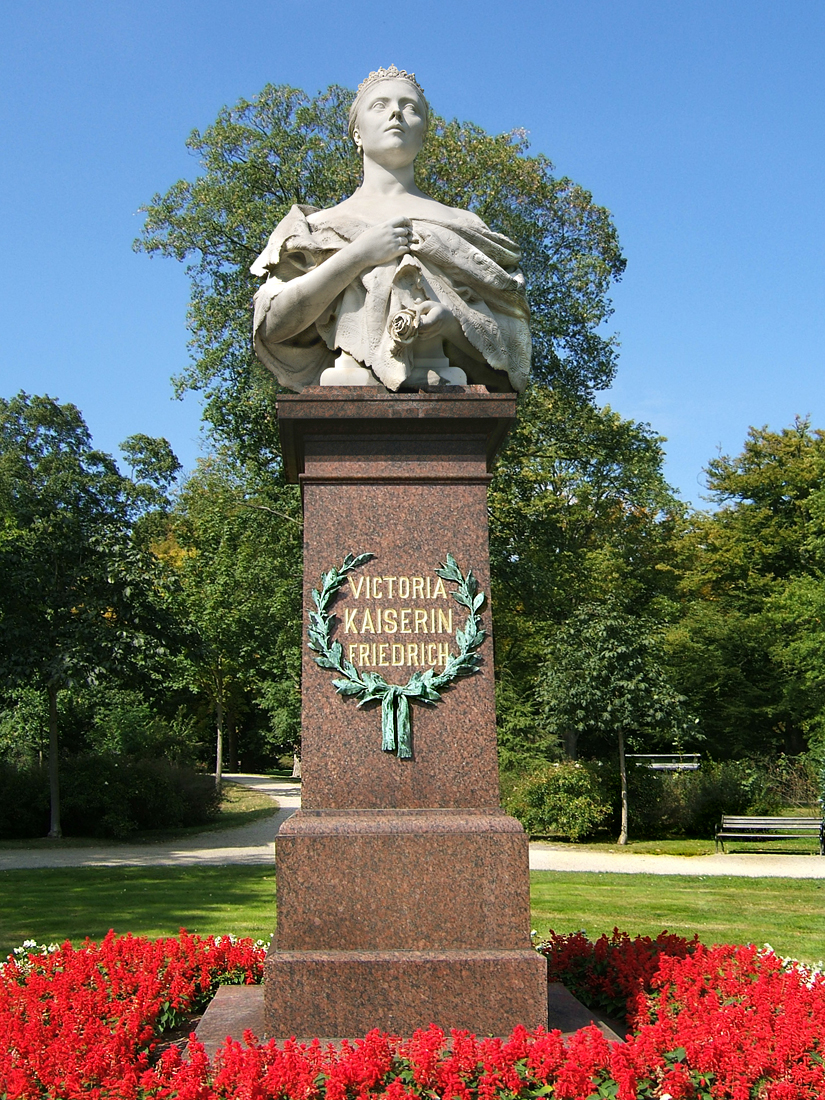
Buste de l'impératrice, à Bad Homburg vor der Höhe.

Le lycée est l’une des plus vieilles écoles des régions germanophones. Il porte le nom de l'impératrice Victoria du Royaume-Uni (1840-1901), fille de la reine Victoria et épouse de l'empereur Frédéric III d'Allemagne qui, devenue veuve, se faisait appeler Kaiserin Friedrich « l'impératrice Frédéric », en souvenir de son mari. 

## Historique

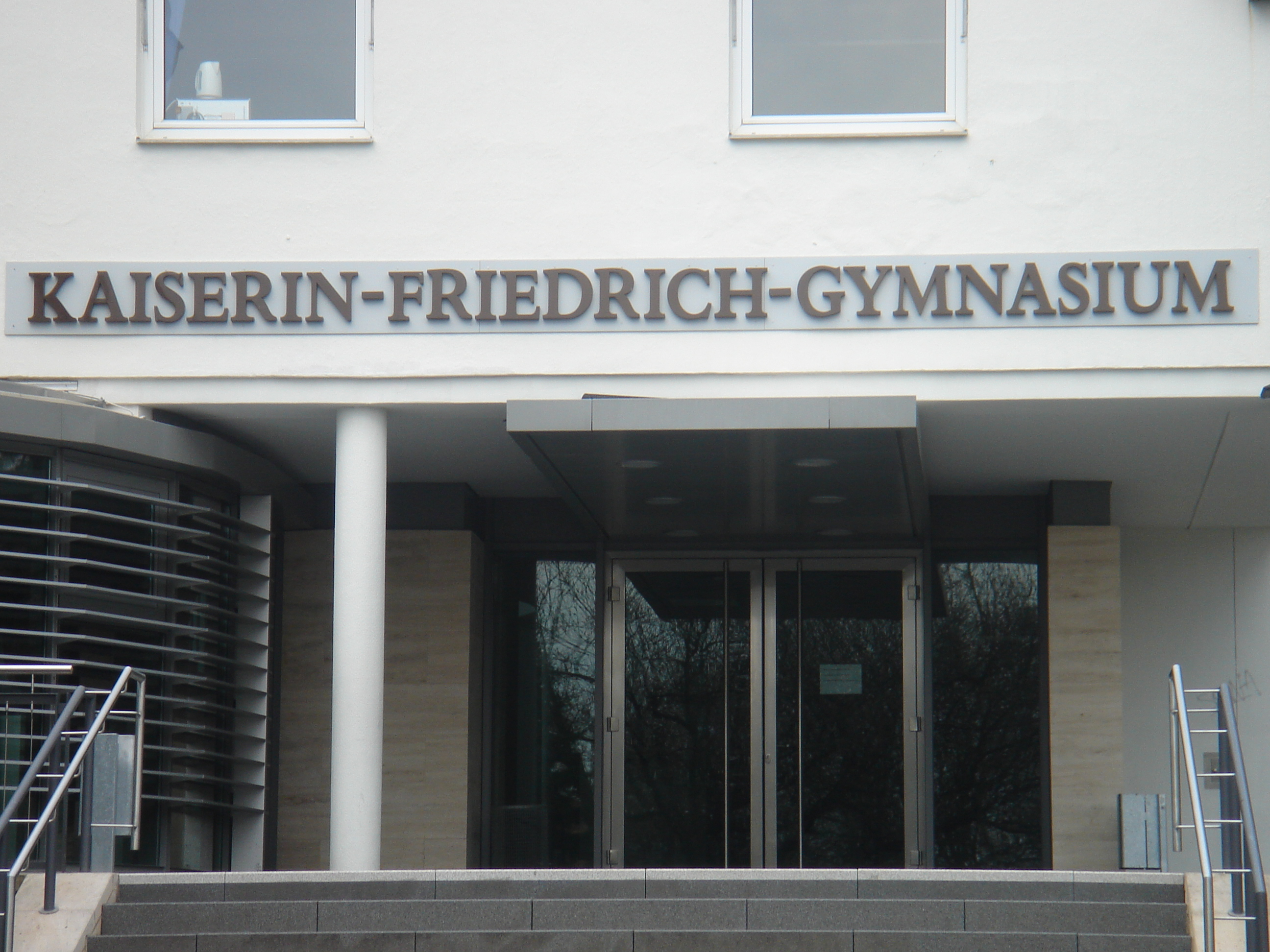
L’entrée de l’établissement.

Fondé en 1550, l’établissement fut d’abord une école latine privée. Aujourd’hui, il compte environ 121 professeurs et 1 620 élèves.
Le raccourcissement de la durée de la scolarité au lycée de neuf à huit années scolaires y a été appliqué à partir de l’année scolaire 2004-2005, ce qui a réduit d’un an le nombre total d’années d’études nécessaires pour l’obtention de l’Abitur (douze ans au lieu de treize précédemment).
L’une des particularités architecturales de l’école réside dans son parking à étages.
Le lycée est doté d’une bibliothèque d’environ 10 000 livres. Elle possède par exemple des ouvrages classiques et contemporains de littérature d’enfance et de jeunesse, des monographies et des livres du XIXe siècle et du XXe siècle.

## Activités, programmes d'échanges
Le Kaiserin-Friedrich-Gymnasium propose un certain nombre d’activités en groupe, comme l'anglais pour les latinistes, la natation, le hockey et la randonnée.
L’école a également mis en place des programmes d’échanges avec le Royaume-Uni, les États-Unis, la France, la Russie et le Kenya.

## Anciens élèves célèbres
- Jürgen Herrlein, avocat